# 100033 Тезе
100033 Тезе (100033 Taizé) — астероїд головного поясу, відкритий 9 квітня 1991 року.
Тіссеранів параметр щодо Юпітера — 3,161.
Названо на честь населеного пункту Тезе у регіоні Бургундія у Франції.